# Bagger III
Der Bagger III war ein Schwimmbagger mit Eigenantrieb des Kaiserlichen Hafenbauamtes von Swakopmund in der Kolonie Deutsch-Südwestafrika.

## Beschreibung
Der Bagger III wurde 1905 von den Stettiner Oderwerken in Stettin gebaut. Bemerkenswert an dem Schwimmbagger war seine Manövrierfähigkeit durch die Schiffsform, den Antrieb mit zwei Schiffsschrauben und seine für ein solches Seefahrzeug erstaunlich hohe Geschwindigkeit von 7,5 Knoten.
Der Bagger war ein Greifbagger, ein Priestmannscher Kettengreifer, mit einer Antriebsleistung von 25 PS. Der Bagger konnte aus einer Tiefe von 7,5 m pro Stunde 37,5 m³ abbaggern oder aus einer Tiefe von 13 m pro Stunde 25 m³.

## Nutzung
Das Schutzgebiet Deutsch-Südwestafrika besaß keinen natürlichen Hafen und man wollte sowohl aus politischen als auch wirtschaftlichen Gründen nicht den Hafen des britischen Walvis Bay benutzen, das als eine Exklave in der Küstenlinie der deutschen Kolonie lag. Swakopmund bot sich als zweitgünstigster Hafenplatz an und es wurde dort zunächst 1899 eine Seebrücke und wenig später eine Mole für den Warenumschlag gebaut. Für die anfallenden Baggerarbeiten wurde der Bagger III angeschafft.
Der Verbleib von Bagger III ist unbekannt.